# Journal of Raptor Research
El Journal of Raptor Research es una revista científica revisada por pares fundada en 1967 que cubre las aves rapaces y la investigación sobre la ecología, el comportamiento, la historia de vida, la conservación y las técnicas de las aves rapaces. Se publica trimestralmente por la Raptor Research Foundation.
Según el Journal Citation Reports, la revista tuvo un factor de impacto de 0,631 en 2014, ubicándose en el puesto 14 entre 22 revistas en la categoría "Ornitología". 